# Économie de l'équitation

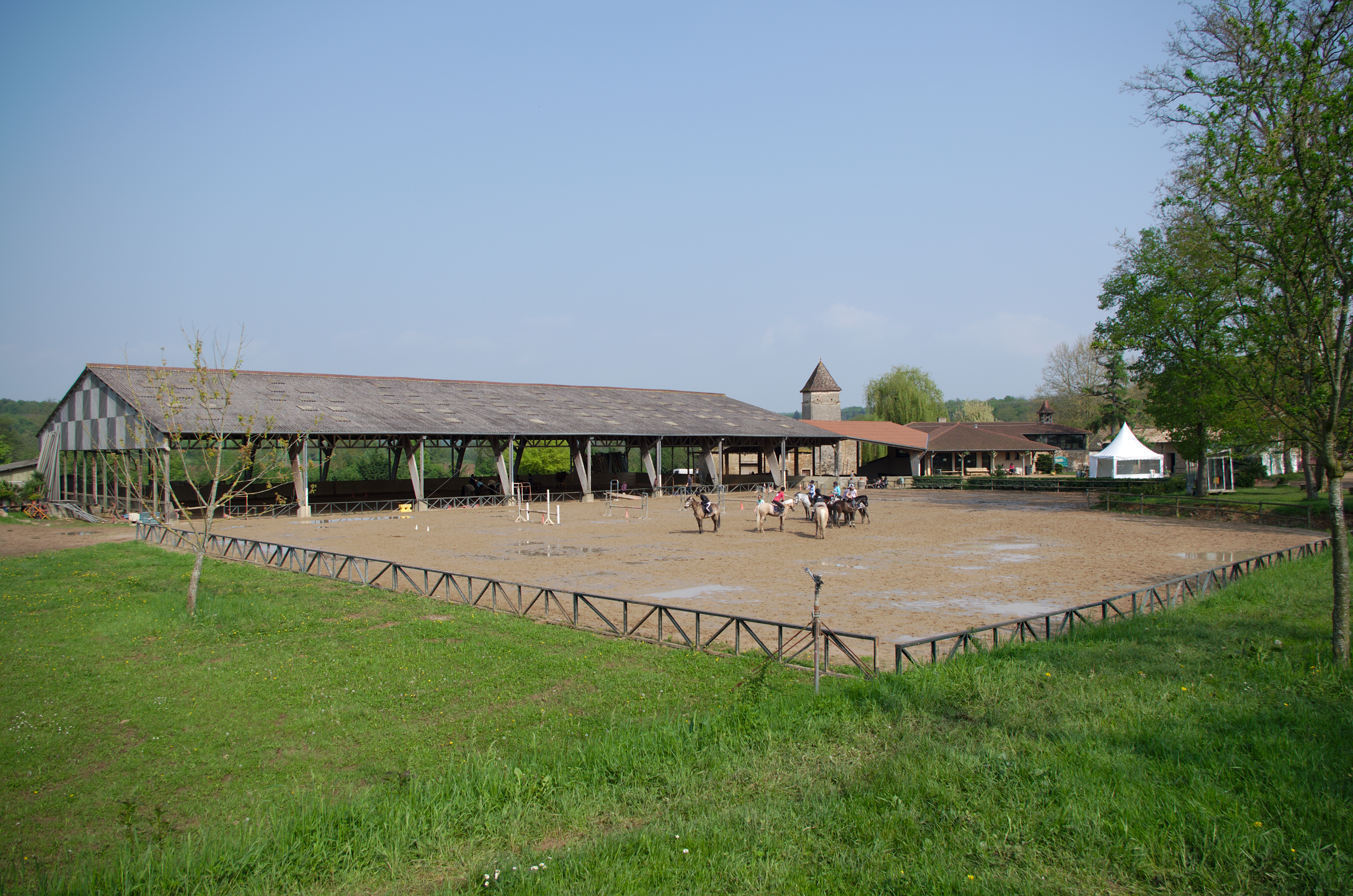
Un centre équestre en France.

L'économie de l'équitation est la branche de l’économie du sport, de l'économie des loisirs et de l'économie agricole couvrant l'équitation et le cheval. Ce secteur présente de nombreuses spécificités, car il peut s'agir d'activités agricoles de par l'élevage et l'entretien des chevaux, d'activités sportives, d'enseignement ou de loisirs. 

## Flux
L'équitation et le cheval ont généré 19 milliards de dollars de flux financiers au Canada en 2010, près de 14 milliards en France en 2015, pour 11 milliards d'euros de flux dans ce même pays en 2019.
En 2017, 57 000 emplois en France dépendent en premier lieu de l'activité équestre, pour 65 000 en 2019.

## Recettes
En 2012, le seul secteur de l'équitation de loisir représente un chiffre d'affaires de 650 millions d’euros en France, dont 555 millions par les établissements équestres qui gèrent l'enseignement de l'équitation et la prise en pension des chevaux. Ces recettes proviennent principalement de résidents péri-urbains et ruraux, permanents ou temporaires, qui dépensent dans le cadre de leurs loisirs. Certains peuvent devenir des propriétaires de chevaux, générant le développement d'activités agricoles sur des territoires ruraux.

### Enseignement de l'équitation
L'enseignement de l'équitation peut concerner de jeunes cavaliers 

### Paris sportifs
En 2015, le Japon est le premier pays pour les paris sportifs hippiques, avec 19 milliards d’€, suivi par la Grande-Bretagne (12,5 milliards) et l'Australie (11,4 milliards). En France, le secteur des paris hippiques gérés par le PMU est l'un des plus gros pourvoyeurs de recettes de la filière, avec 9,932 milliards, soit 93 % des flux financiers de la filière course en 2015.

### Ventes de chevaux
Le prix d'achat d'un cheval est très variable, allant d'une valeur-plancher correspondant au prix de la viande pour des chevaux de compagnie inapte à l'équitation, jusqu'à des moyennes d'environ 50 000 euros pour de jeunes Pur-sang de course vendus en France.

### Abattage et viande
Les chevaux peuvent être abattus pour leur viande ; en France, 5252 chevaux l'ont été en 2021, dans un contexte de déclin progressif de sa consommation. 260 millions d’euros de recettes proviennent de la distribution de viande de cheval aux consommateurs français par des commerçants, boucheries et grandes surfaces, en 2015.

## Critiques
Une critique fréquemment portée par les associations de protection animale porte sur l'organisation de la filière équestre au détriment du cheval lui-même ; en effet, le cheval génère des bénéfices économiques sans toujours bénéficier de conditions de vie respectant son bien-être, ni d'une retraite.